# Amt Lütjenburg
Het Amt Lütjenburg is een Amt in de Duitse deelstaat Sleeswijk-Holstein. Het wordt gevormd door 15 gemeenten in de Landkreis Plön. Het bestuur zetelt in Lütjenburg.

## Geschiedenis
Het Amt werd gevormd in 1968 als Amt Lütjenburg-Land. Het bestond toen uit alle huidige gemeenten minus de stad Lütjenburg die tot 2008 Amtvrij was. Na toetreding van de stad werd de naam aangepast tot Amt Lütjenburg.

## Deelnemende gemeenten
1. Behrensdorf (Ostsee)
2. Blekendorf
3. Dannau
4. Giekau
5. Helmstorf
6. Högsdorf
7. Hohenfelde
8. Hohwacht (Ostsee)
9. Kirchnüchel
10. Klamp
11. Kletkamp
12. Lütjenburg, stad
13. Panker
14. Schwartbuck
15. Tröndel